# Медична хімія
Меди́чна хі́мія (англ. medicinal chemistry, рос. медицинская химия) — розділ хімії, що охоплює дослідження хімічного механізму дії ліків на молекулярному рівні, а також розробку (дизайн) та синтез ліків. Включає також хімію природних лікарських речовин (дослідження структури, синтез, аналіз).